# NGC 7306
NGC 7306 ist eine Balken-Spiralgalaxie vom Hubble-Typ SBb im Sternbild Südlicher Fisch, welche etwa 160 Millionen Lichtjahre von der Milchstraße entfernt ist.
NGC 7306 wurde am 30. Juli 1834 von dem Astronomen John Herschel entdeckt.